# Énergie nucléaire en Namibie
L'énergie nucléaire en Namibie est un sujet d'intérêt géopolitique mais n'est actuellement pas une préoccupation d'infrastructure. Il n'y a pas de centrales nucléaires en Namibie. Les capacités nucléaires du pays suscitent un intérêt potentiel, la Namibie étant le quatrième producteur mondial d'uranium.

## Extraction d'uranium
L'uranium régional est extrait par Rio Tinto et Paladin Energy. Les archives indiquent que la Namibie a produit 4 626 tonnes d'uranium en 2009, consolidant son statut de quatrième plus grand extracteur d'uranium au monde, selon l'Association nucléaire mondiale[Quand ?][réf. nécessaire].
Le gouvernement central avait précédemment imposé un moratoire sur la délivrance de licences d'exploration d'uranium en 2007, en grande partie en raison de l'absence d'une politique concrète en matière d'énergie nucléaire. Cependant, de grands entrepreneurs étrangers détiennent actuellement des licences d'extraction d'uranium, avec deux mines opérationnelles et deux nouvelles mines en cours de construction. L'un de ces développements est dirigé par le géant français de l'énergie Areva, dont l'ouverture des opérations est prévue en 2013. Les gisements d'uranium de la Namibie intéressent de plus en plus les grandes économies, la France, la Russie et d'autres pays reconsidérant leurs propres politiques en matière d'énergie nucléaire[réf. nécessaire].
Areva Trekkopje, une filiale d'Areva, a reçu en 2010 sa licence de zone industrielle d'exportation (EPZ) pour une période de cinq ans après qu'Areva aurait accepté de développer une étude de faisabilité sur la production d'énergie nucléaire en Namibie. Areva a déclaré qu'il ne se concentrait pas seulement sur la fourniture d'énergie à la Namibie mais également à d'autres pays. Le gouvernement avait reconsidéré d'accorder à Areva une licence pour développer une centrale nucléaire en Namibie après que sa première demande ait été rejetée en 2007.

## Énergie nucléaire
Le gouvernement namibien a envisagé le développement de l'énergie nucléaire afin de compléter le bouquet énergétique national et de fournir suffisamment d'énergie pour le développement national. L'idée de produire sa propre énergie nucléaire a commencé en 2008 avec l'objectif d'être opérationnel d'ici 2018. En 2012, le gouvernement prévoyait un coût estimé pour l'ensemble du projet à 17 milliards.
Les efforts nucléaires de la Namibie pour obtenir l'énergie nucléaire ont retenu l'attention de la communauté mondiale de la non-prolifération. La White House Global Threat Reduction Initiative (GTRI) a exprimé sa crainte que l'uranium namibien ne tombe entre de mauvaises mains.